# Diritti LGBT in Brasile
I diritti delle persone lesbiche, gay, bisessuali e transessuali (LGBT) in Brasile sono stati quasi completamente equiparati a quelli spettanti e messi a disposizione di tutti gli altri cittadini, compreso il diritto al matrimonio, permesso a livello nazionale dal maggio 2013 dopo che nel 2011 il Tribunale Supremo Federale si era espresso favorevolmente nel concedere a 112 coppie composte da persone dello stesso sesso gli stessi diritti legali di quelle sposate. La sentenza dava così per la prima volta alle coppie LGBT che hanno una relazione stabile gli stessi diritti sociali ed economici di cui godevano le famiglie eterosessuali.
L'elenco dei vari diritti LGBT concessi nel paese si è via via allungato a partire dalla fine della dittatura militare nel 1985 e con la promulgazione della nuova carta costituzionale tre anni dopo.
Il 23 maggio 2019, la Corte Suprema brasiliana ha stabilito che le discriminazioni basate sull'orientamento sessuale e l'identità di genere costituiscono reato, come il razzismo
Secondo il Guinness dei primati, la parata del Gay Pride di San Paolo è la più grande celebrazione LGBT dell'intero pianeta, con la partecipazione effettiva di più di quattro milioni di persone nel 2009.
Il paese sudamericano conta trecento organizzazioni LGBT che operano attivamente su tutto il territorio nazionale.
 Secondo il censimento svolto nel 2010, vi erano più di sessantamila coppie dello stesso sesso conviventi.
In occasione del campionato mondiale di calcio 2014, svoltosi in Brasile, il paese è stato presentato come pioniere nella legislazione a favore dell'uguaglianza per le persone LGBT, caratterizzato da una cultura aperta, tollerante e accogliente.

## Storia

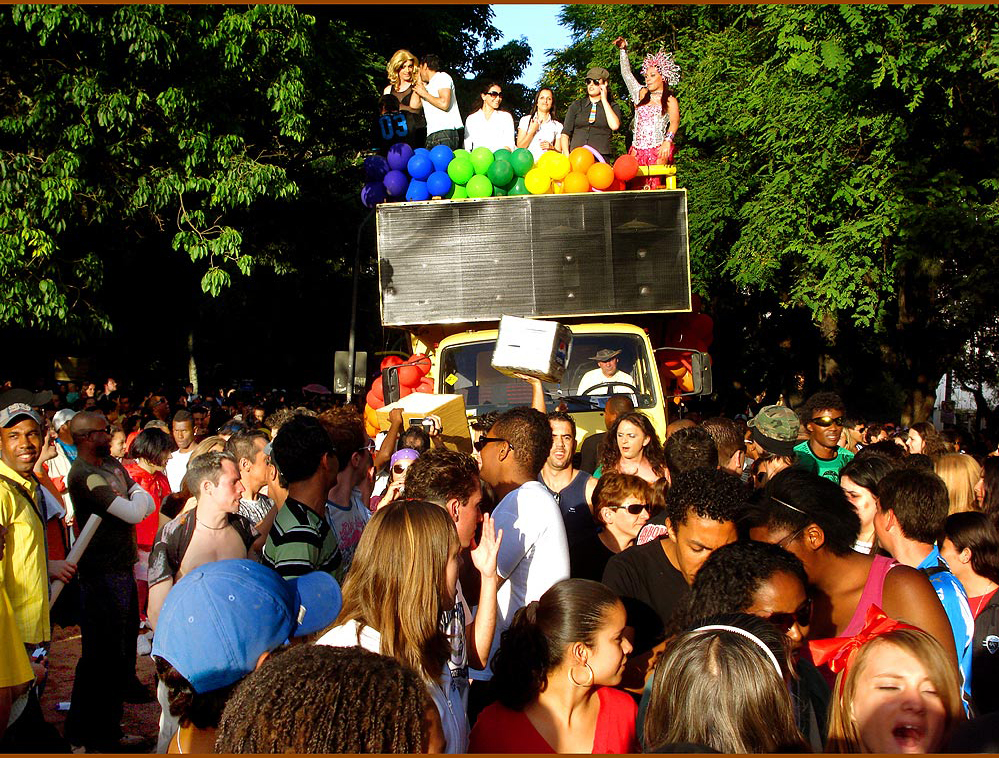
Gay Pride a Porto Alegre.

Nel 1533 l'amministrazione coloniale portoghese criminalizzò qualsiasi tipo di rapporto sessuale tra persone dello stesso sesso, su modello dell'inglese Buggery Act 1533. Le relazioni omosessuali sono state rese nuovamente legali nel 1830, quando re Pietro I del Brasile controfirmò tramite decreto imperiale il nuovo codice penale che eliminava tutti i riferimenti inerenti al precedente reato di sodomia.
A partire dal 1969 le persone LGBT possono servire apertamente nelle forze armate; tra il 1979 e il 1980 venne pubblicata la prima rivista a tema gay, intitolata O Lampião, che ricevette il contributo di molti autori famosi tra cui João Silvério Trevisan, Aguinaldo Silva e Luiz Mott. Nel 1980 venne fondato a Salvador il Grupo Gay da Bahia, una delle due organizzazioni (assieme a SOMOS operante a San Paolo) a difesa dei diritti degli omosessuali.
Nel 1985 il consiglio federale di medicina ha rimosso la menzione di "devianza" data precedentemente all'omosessualità. Nel 1989 le costituzioni del Mato Grosso e di Sergipe sono state modificate per vietare espressamente qualsiasi forma di discriminazione basata sull'orientamento sessuale.
Nel 1995 viene stilato il primo progetto riguardante le unioni civili; nel 1997 viene pubblicata la prima rivista erotica diretta a un pubblico gay, G Magazine, che gode presto di ampia distribuzione nazionale. Nel 2004, limitatamente al Rio Grande do Sul, viene consentito alle coppie dello stesso sesso di registrare la propria unione civile tramite atto notarile, a seguito di una sentenza del tribunale che lo richiedeva espressamente.
Nel 2006 la prima coppia gay ha adottato ufficialmente una bambina di cinque anni a Catanduva, ma secondo il Folha de S. Paulo sono state due lesbiche le prime ad avvalersi di questa possibilità congiuntamente.
Nel 2007, alla sua undicesima edizione, la celebrazione del Pride a San Paolo batte il record precedente divenendo la più grande sfilata mai tenutasi al mondo con l'attiva partecipazione di tre milioni e mezzo di persone.

Nel 2008 viene tenuta una conferenza nazionale sui temi e i diritti LGBT. L'evento, il primo al mondo a essere organizzato da un governo, è il risultato delle richieste avanzate dalla società civile e sostenute e sponsorizzate dallo stesso governo statale.

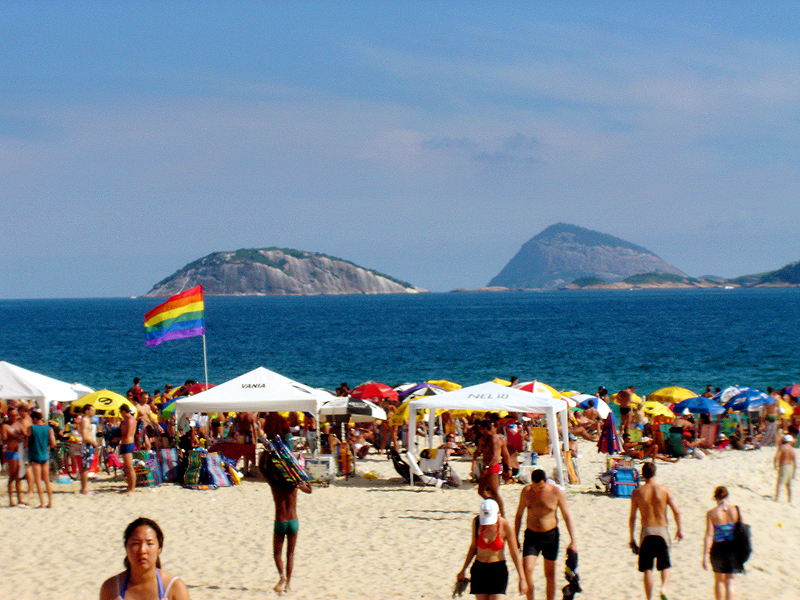
Gay Beach Ipanema a Rio.

Nel 2009 la libera espressione della propria identità di genere, con eventuale cambio e riassegnazione di genere, è resa possibile in ogni parte della nazione.
Nel 2010, tramite una sentenza unanime della Corte superiore di giustizia, viene legalizzata l'adozione da parte di coppie dello stesso sesso. Nel 2011 il Tribunale Supremo Federale ha esteso all'unanimità l'istituto sindacale a tutte le coppie dello stesso sesso a livello nazionale, dando al contempo una concezione più laica rispetto a prima dello stesso concetto di "famiglia" e aprendo così e porte a un'estensione e ridefinizione dell'istituzione matrimoniale.
Il 27 giugno 2011, per la prima volta l'unione civile di una coppia dello stesso sesso viene convertita legalmente in un matrimonio a tutti gli effetti. Nell'ottobre dello stesso anno la corte suprema di giustizia dichiara che l'unione legale tra due donne che ne hanno fatto richiesta potrebbe essere presto riconosciuta come matrimonio.
Il 14 maggio 2013 il Consiglio Nazionale del Brasile legalizza il matrimonio tra persone dello stesso sesso in tutto il paese con quattordici voti a favore e un contrario, emettendo una sentenza che ordina l'immediata apertura dei registri civili e la conversione delle precedenti unioni civili in matrimonio, laddove ne venisse fatta richiesta.
Il primo marzo 2018, la Corte Suprema brasiliana ha stabilito che le persone transgender possono legalmente cambiare sesso senza doversi necessariamente sottoporre a chirurgia, terapia ormonale e senza ricevere necessariamente una diagnosi medica.
Nell'ottobre 2018, a seguito delle elezioni generali, viene eletto il primo senatore apertamente gay del paese, Fabiano Contarato, e la prima rappresentante transgender, Erica Malunguinho.
Il 23 maggio 2019, la Corte Suprema brasiliana stabilisce che le discriminazioni basate sull'orientamento sessuale e l'identità di genere costituiscono reato, come il razzismo.

## Popolazione

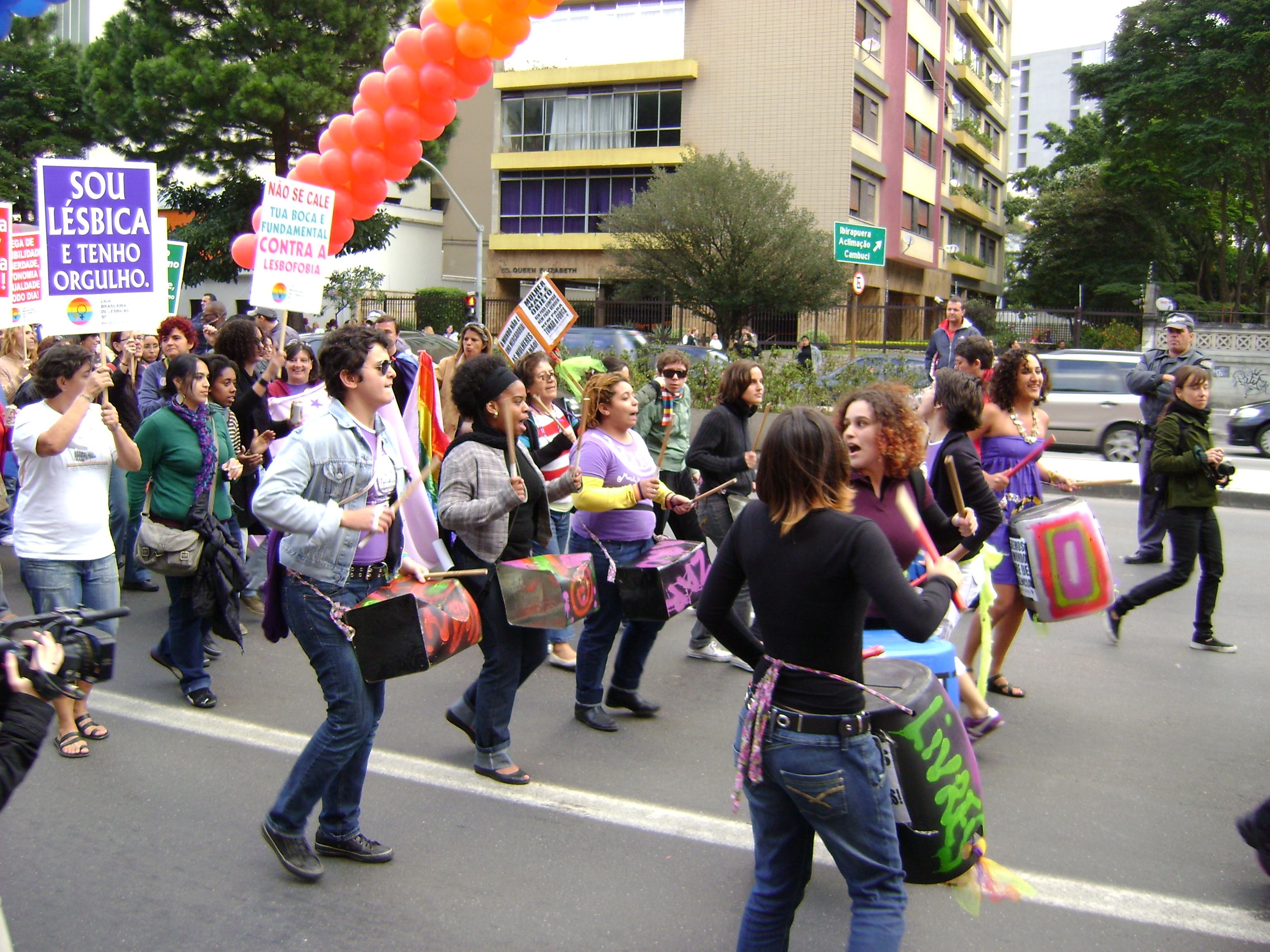
Corteo di lesbiche a una manifestazione del 2009.

Nel 2010 un sondaggio condotto dalle università di Rio de Janeiro e di Campinas ha rilevato che all'età di 18 anni il 95% degli adolescenti omosessuali aveva già fatto coming out,
molti dei quali anche prima dei 16 anni: negli anni ottanta del XX secolo la soglia era invece ben oltre i 20 anni d'età.
 Al 2010, il 60% dei brasiliani considerava l'omosessualità come un fatto completamente naturale.
Nel 2009 un altro sondaggio condotto dall'università di San Paolo e svolto in 10 capitali federali del Brasile ha mostrato che gli uomini omosessuali e bisessuali ammontavano al 10,4% dell'intera popolazione maschile, mentre le donne lesbiche e bisessuali erano in totale il 6,3% del totale; nella sola Rio de Janeiro i gay e bisessuali arrivano al 19,3% del totale, mentre a Manaus le lesbiche giungevano al 10,2%.
Nel 2009 un sondaggio condotto in dieci tra le maggiori città brasiliane ha rilevato che il 7,8% degli uomini si identificava esplicitamente come gay, mentre un altro 2,6% si definiva bisessuale; le lesbiche rappresentavano invece il 4,9% di tutte le donne intervistate, con l'aggiunta di un 1,4% che si considerava bisessuale.

## Questioni legislative

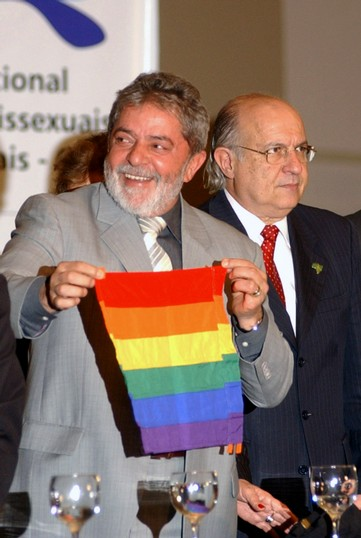
Il Presidente Luiz Inácio Lula da Silva con la bandiera LGBT.

### Protezioni giuridiche
Lo stereotipo tradizionale del "machismo" sudamericano, con la conseguente omofobia, ha incominciato a cambiare dalla metà degli anni ottanta con la promulgazione di una costituzione liberale la quale impedisce qualsivoglia possibilità di creare leggi discriminatorie, sia nella legislazione federale sia in quelle cittadine.
La promulgazione delle prime leggi antidiscriminatorie risale alla metà degli anni novanta; lo Stato di Bahia nel 1997 è stato il primo a emanarle nella totalità del proprio territorio, sede del Grupo Gay da Bahia, probabilmente la più grande e nota associazione di attivisti gay del Brasile.
Nel 2003 la discriminazione basata sull'orientamento sessuale era stata proibita in 73 statuti delle principali città, con multe salate (come a Tocantins) per le imprese che discriminano le persone LGBT. Una proposta di legge antidiscriminatoria a livello nazionale non è ancora attiva, e dal 2007 è in attesa di approvazione al senato federale; alcuni cattolici e protestanti conservatori hanno affermato che la nuova legge sarebbe stata un'aggressione contro la libertà religiosa garantita dalla costituzione, col senatore ed ex sacerdote della chiesa evangelica Marcello Crivella che ha affermato fosse molto più importante difendere anziani, donne e bambini invece degli omosessuali.
La nuova legge ha inoltre eliminato molte delle scappatoie utilizzate in precedenza; le punizioni risultano essere cumulative, da un primo avvertimento fino a una pesante condanna pecuniaria: in caso di ulteriori incidenti il trasgressore subisce inoltre il sequestro permanente della sua licenza d'esercizio.

### Servizio militare

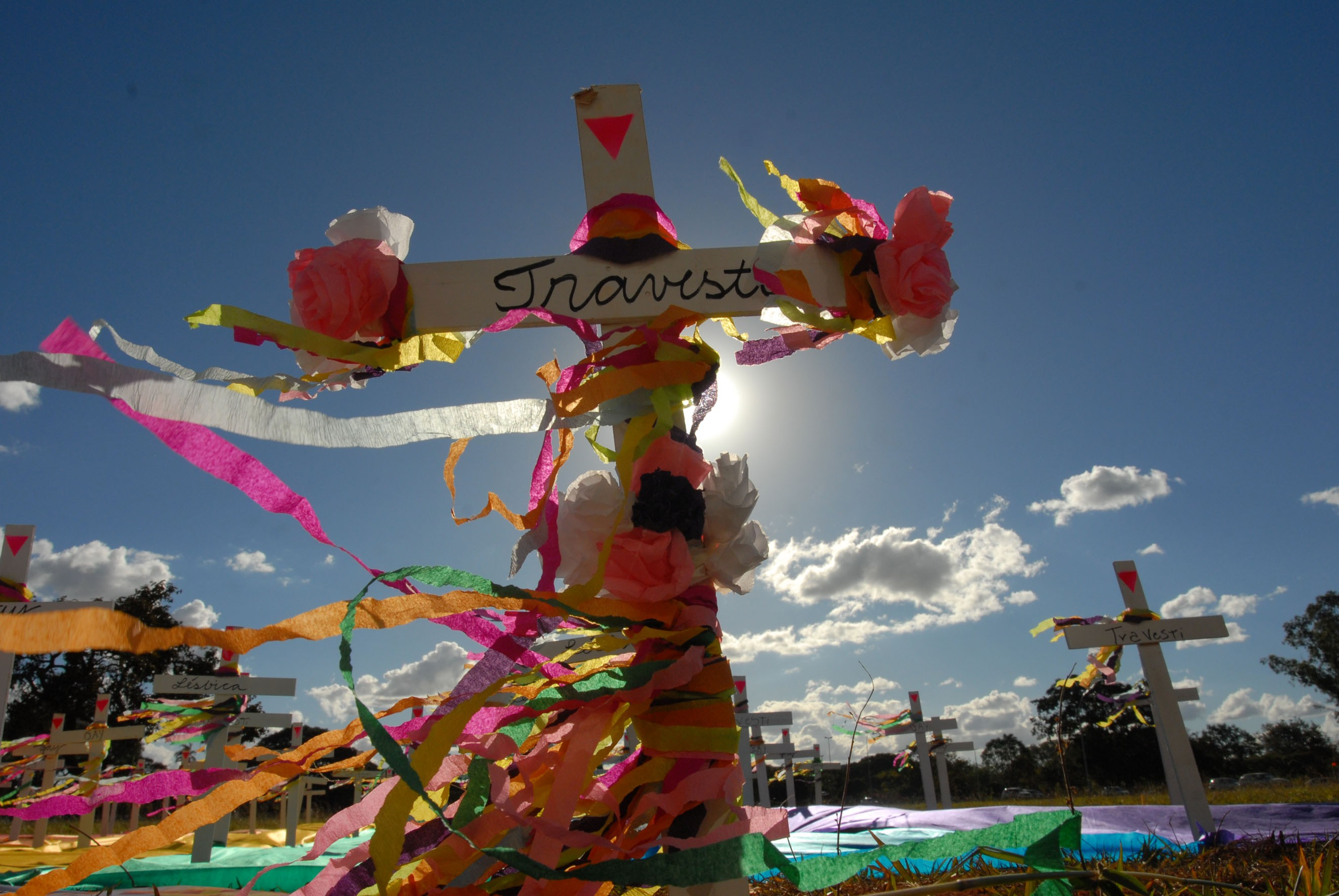
Manifestazione contro l'omo-transfobia

Dal 1969 non esiste più alcuna disposizione che vieti alle persone omosessuali di prestare servizio nelle Forças Armadas Brasileiras, e l'orientamento sessuale non può essere di ostacolo per l'ingresso nelle forze di polizia o militari: la regola disciplinare generale interna alle forze armate disapprova fortemente i rapporti sessuali tra i suoi membri al di fuori del matrimonio, non consentendo quindi all'interno delle caserme né le relazioni eterosessuali (le donne possono prestare servizio dai primi anni ottanta) né quelle omosessuali.
Nel 2008 si è verificato il caso di un militare che ha subito provvedimenti disciplinari in quanto intratteneva una relazione omosessuale stabile con un altro soldato maschio da almeno dieci anni; essendo scomparsi entrambi durante il servizio sono stati accusati di diserzione. Una nota ufficiale pubblicata nel 2012 ribadisce che l'esercito brasiliano non penalizza né discrimina gli orientamenti sessuali.
A seguito della decisione a favore delle unioni civili, il ministro della difesa Nelson Jobim ha garantito che da quel momento in avanti tutti i benefici garantiti ai coniugi del personale militare saranno concessi indistintamente anche per le coppie omosessuali, e i membri delle forze armate sono liberi di sposare persone dello stesso sesso.
Nel 2012 il 63,7% dei brasiliani non vedeva alcun problema nell'appartenenza di persone LGBT alle forze armate.

### Immigrazione

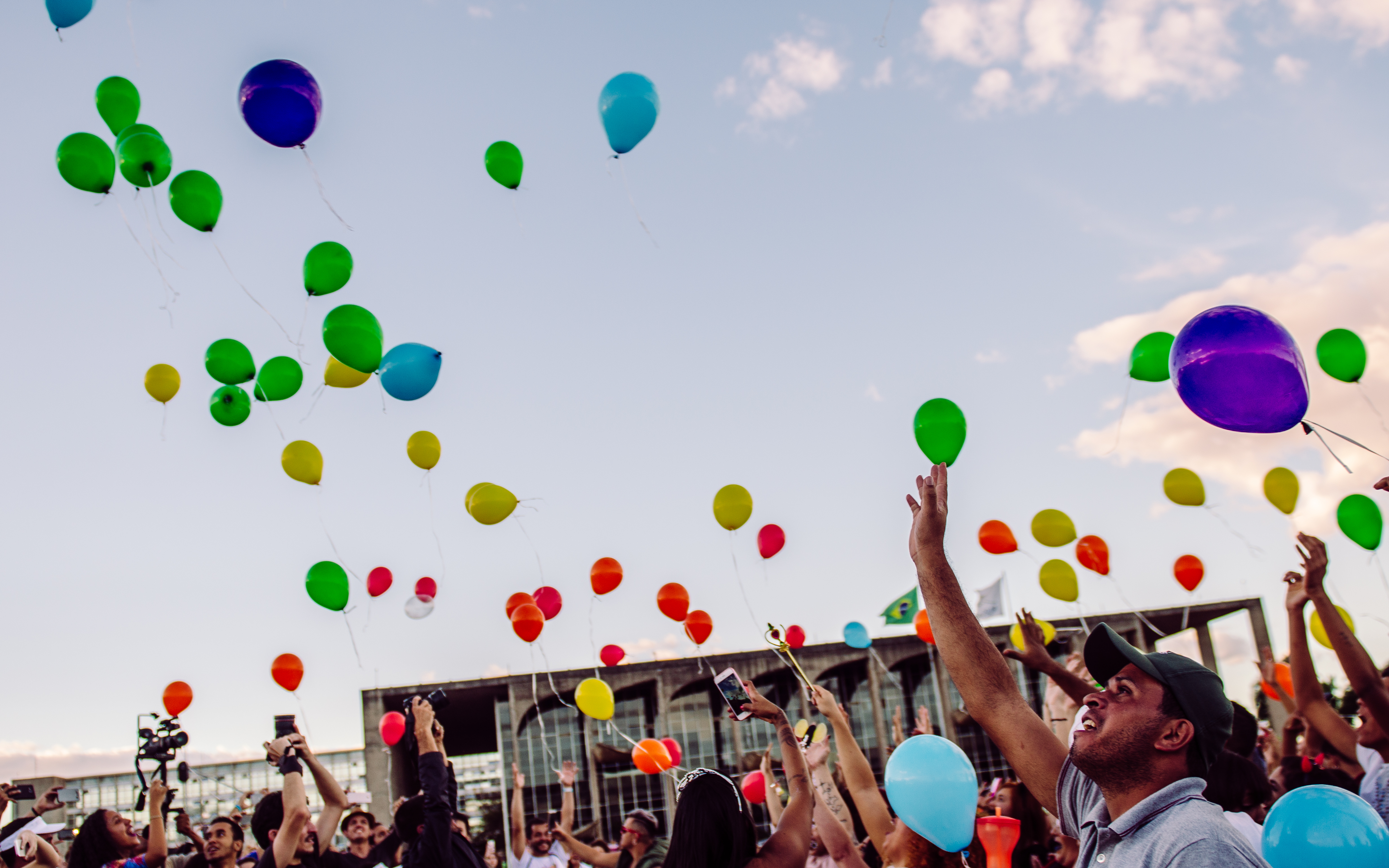
Manifestazione del 2017 in Brasile

Il Brasile è il primo paese dell'America latina a riconoscere le unioni omosessuali anche in materia d'immigrazione; seguendone l'esempio, altri paesi della regione hanno recentemente fatto grandi progressi nel riconoscimento delle relazioni omosessuali, compresi i diritti di immigrazione, per esempio la Colombia nel 2009.
Una decisione spartiacque è stata emessa il 25 novembre 2003 dal magistrato Ana Carolina Morozowski della quinta sezione del Tribunale Civile di Curitiba; questa ha riconosciuto come unione civile il legame tra l'attivista gay Toni Reis e il cittadino inglese David Ian Harrad, concedendo così a Harrad la residenza permanente in Brasile.
 Una settimana dopo, il Consiglio Nazionale dell'Immigrazione ha promulgato una delibera (num3, 2003) che "dispone dei criteri per la concessione di visto temporaneo o permanente, o di permanenza definitiva al partner maschile o femminile, senza distinzione di sesso."

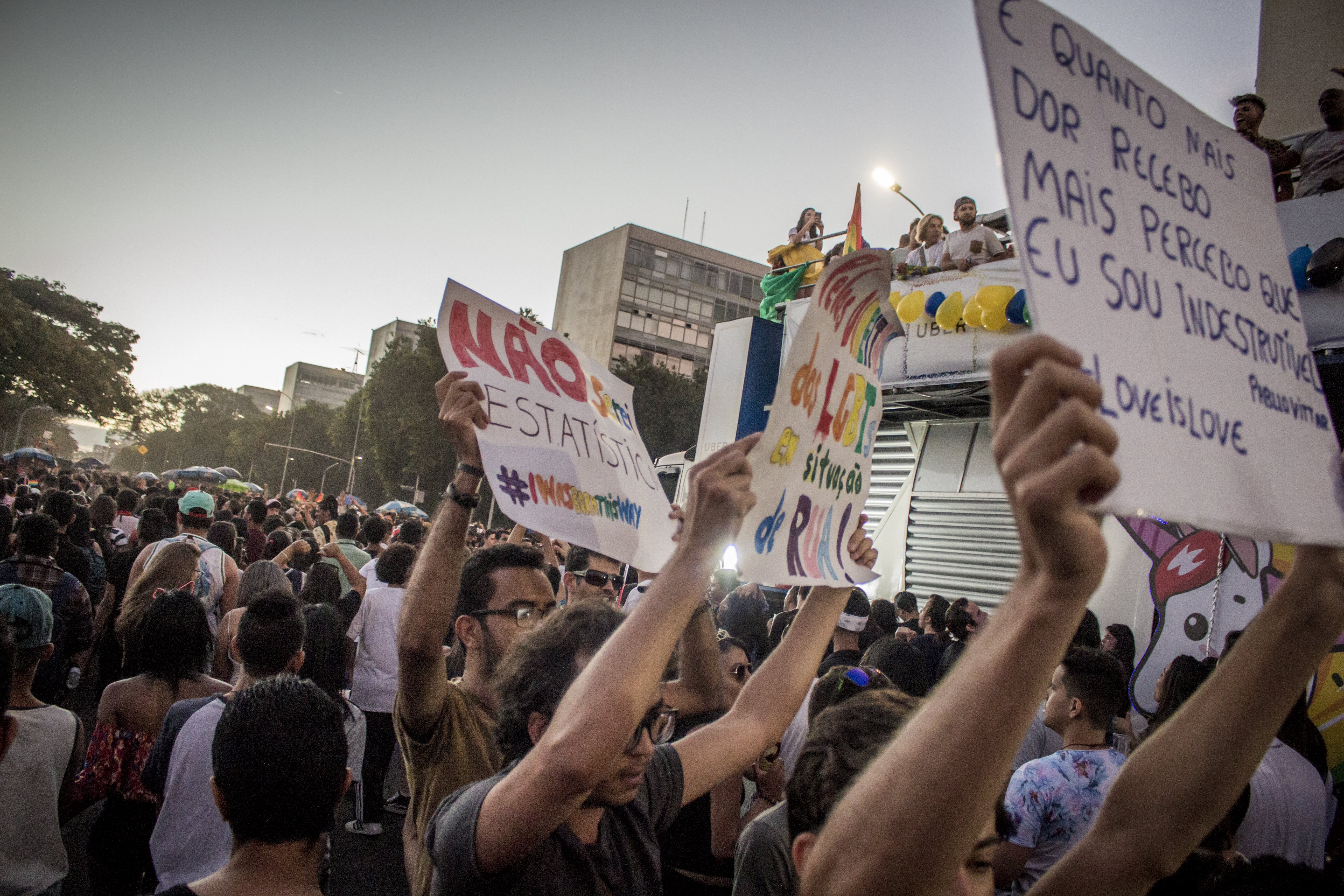
Pride del 2017

Sempre nel 2003 una sentenza del tribunale civile di Florianópolis ha impedito l'espulsione di una cittadina italiana che aveva convissuto per più di dieci anni in una stabile relazione con una lesbica brasiliana, affermando che "l'unione omosessuale crea gli stessi diritti dell'unione tra un uomo e una donna".
Dal 2004 è stato chiesto ai funzionari consolari da parte delle associazioni LGBT di chiarire le procedure di applicazione per quanto riguarda la nuova politica dell'immigrazione, ottenendo copie della delibera amministrativa nº 3 e le normative di accompagnamento che chiariscono le regole per le coppie dello stesso sesso binazionali in cui uno dei partner è cittadino brasiliano: il governo ha riconosciuto che l'immigrazione che si estende ai partner dello stesso sesso o coniugi di cittadini brasiliani è lecito e sancito dalla Costituzione.
Storicamente, la migrazione di omosessuali provenienti dalle parti più interne del paese verso le città più grandi è stata un fenomeno comune, dovuta anche a fattori economici. Altri fattori che determinano questa migrazione includono la percezione di una maggiore libertà e indipendenza nelle grandi città così come la presenza di molte più opzioni di intrattenimento e possibilità d'associazione per le persone LGBT. Città come San Paolo, Rio de Janeiro, Salvador, Brasilia, Belo Horizonte, Recife, Porto Alegre e Curitiba ricevono forti afflussi ogni anno.

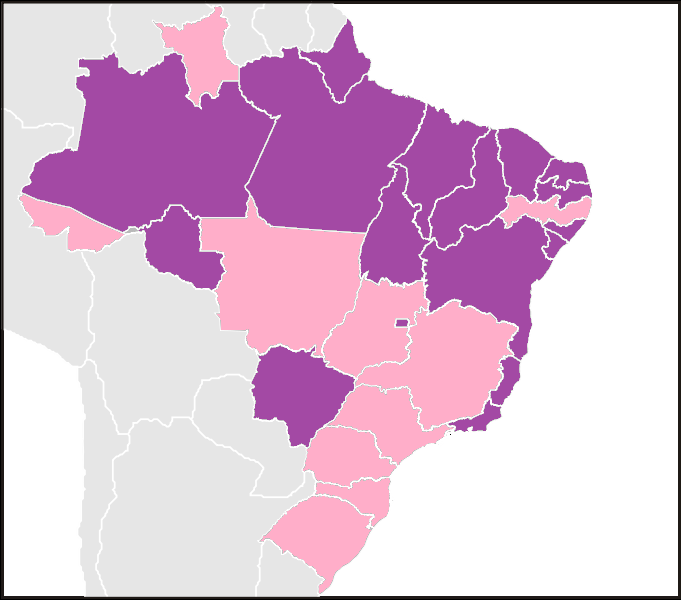
In viola i territori in cui l'adozione per le coppie omosessuali era permessa dal 2010, in rosa dal 2016

### Adozione
L'adozione di minori da parte di coppie dello stesso sesso in Brasile è possibile in quanto non esistono leggi che la vietino espressamente, ed eventuali disposizioni in tal senso non potrebbero mai essere promulgate in quanto verrebbero ritenute anti-costituzionali. In conseguenza di tale fatto, vari giudici hanno dato parere favorevole per le adozioni da parte di coppie omosessuali.
Nel 2010 la corte suprema ha riconosciuto all'unanimità che le coppie omosessuali hanno il diritto di adottare bambini, discutendo il caso di due donne; questa decisione ha creato un precedente legale che permetterebbe alle coppie gay di abbandonare la prassi ancora in uso che le spinge a ricorrere all'adozione individuale per evitare problemi.
Sempre nel 2010 è stata emessa una sentenza favorevole a una coppia gay composta da un cittadino inglese e da un brasiliano nello Stato di Paraná, la quale ha permesso loro di adottare un figlio, indipendentemente dall'età o dal sesso del bambino. La decisione del Tribunale federale ha aperto la strada ad altre coppie omosessuali per l'ottenimento dello stesso diritto nel proprio territorio.

### Matrimonio
Il 14 maggio 2013 il Consiglio nazionale di giustizia ha legalizzato il matrimonio tra persone dello stesso sesso in tutto il territorio nazionale; il presidente Joaquim Barbosa ha specificato che da quel momento in avanti gli studi notarili non avrebbero più potuto rifiutarsi, come ancora accadeva, di registrare un'unione civile o di convertirla in un matrimonio effettivo. La sentenza è stata pubblicata il giorno 15 ed è entrata in vigore il 16
Il 16 dicembre 2003 il Brasile ha annunciato che avrebbe riconosciuto legali le unioni tra persone dello stesso sesso effettuate all'estero a fini d'immigrazione; le coppie che sono sposate in altri paesi possono quindi utilizzare il certificato per emigrare o ricongiungersi col partner in Brasile. Si è trattato del primo atto giuridico federale di riconoscimento delle coppie omosessuali.
Il Brasile offre la maggior parte dei benefici derivanti dal matrimonio alle coppie dello stesso sesso attraverso il diritto comune; in alcuni casi i coniugi superstiti sono in grado di rivendicare i soldi della pensione del defunto: molti di questi avvengono nello Stato di Bahia e includono sia gay sia lesbiche.
In quindici capitali degli stati brasiliani è stato anche istituito un "registro delle unioni omosessuali stabili" e ciò include il diritto a essere riconosciuti come coppia nelle questioni legali (proprietà comune, beni acquistati congiuntamente, eredità, previdenza sociale e sanitaria, assicurazione), compreso il diritto di trasferire il conto bancario da un partner all'altro in caso di malattia o morte del titolare.

## Terapie di conversione
Le cosiddette terapie di conversione sono proibite dal Consiglio federale di psicologia dal 1999. 
Nel gennaio 2018, il Consiglio federale di psicologia ha stabilito un codice di condotta per gli psicologi in relazione alle persone transessuali e travestite, allo stesso tempo vietando qualsiasi terapia di conversione.

## Donazione del sangue
A seguito di una decisione del Ministro della salute brasiliano, le persone LGBT possono donare sangue. Gli uomini omosessuali possono donare sangue se in una relazione stabile o se non hanno avuto rapporti sessuali nell'ultimo anno.

## Condizioni sociali

### Violenza anti-LGBT

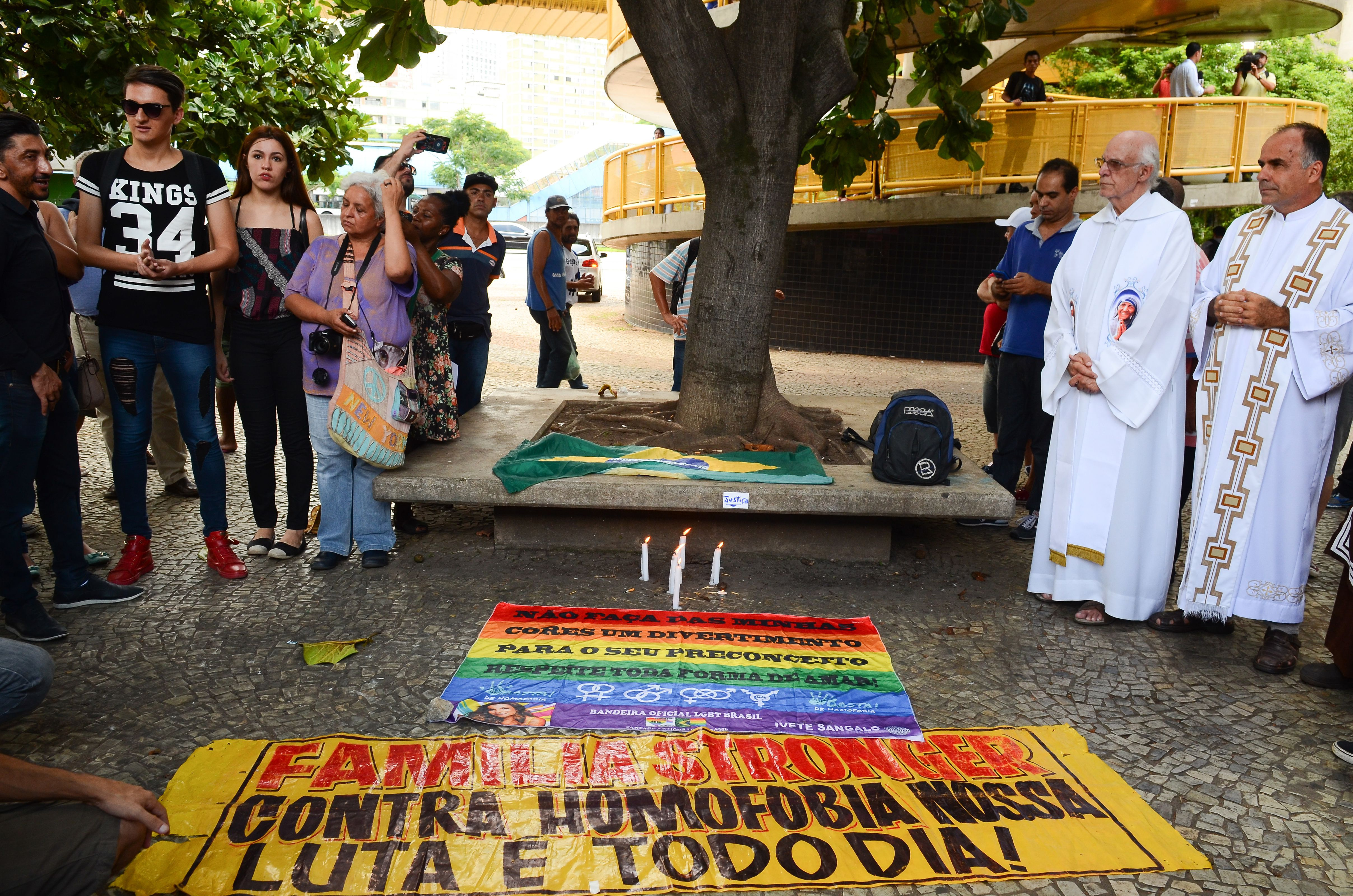
Una commemorazione di un omicidio a sfondo omofobo

Alla fine del 2004 è stata pubblicata una lista con i nomi dei 159 omosessuali uccisi in quell'anno in Brasile Nel 2012 il 77% dei brasiliani chiede la criminalizzazione esplicita dell'omofobia come reato. Si stima che tra il 1980 e il 2006 abbiano trovato la morte, a causa della propria omosessualità, 2680 persone.
Un gran numero dei crimini d'odio compiuti in Brasile sono commessi da membri delle forze dell'ordine, alzando così il numero di quelli che hanno paura di sporgere denuncia. Inoltre, la brutalità contro le lesbiche può spesso assumere la forma di una violenza sessuale
Sexualidade e Crimes de Ódio (Sessualità e reati dettati dall'odio), prodotto da Vagner de Almeida e Richard Parker, è il primo film documentario sulle brutalità commesse contro gli omosessuali in Brasile: per i suoi autori i crimini d'odio provengono da diversi settori della società e che la chiesa cattolica e i gruppi più radicali della chiesa evangelica sono tra i principali responsabili della violenza prodotta dall'intolleranza, in quanto combattono attivamente contro l'ampliamento dei diritti legali alle persone LGBT.
Bisogna dire però anche che molti degli omicidi di persone LGBT non sembrano esser stati motivati da pregiudizi, essendo stati commessi dai partner delle vittime o da coloro che erano altrimenti coinvolti con loro in rapporti sessuali mercenari (ad esempio, prostituti maschi)

### Transgender

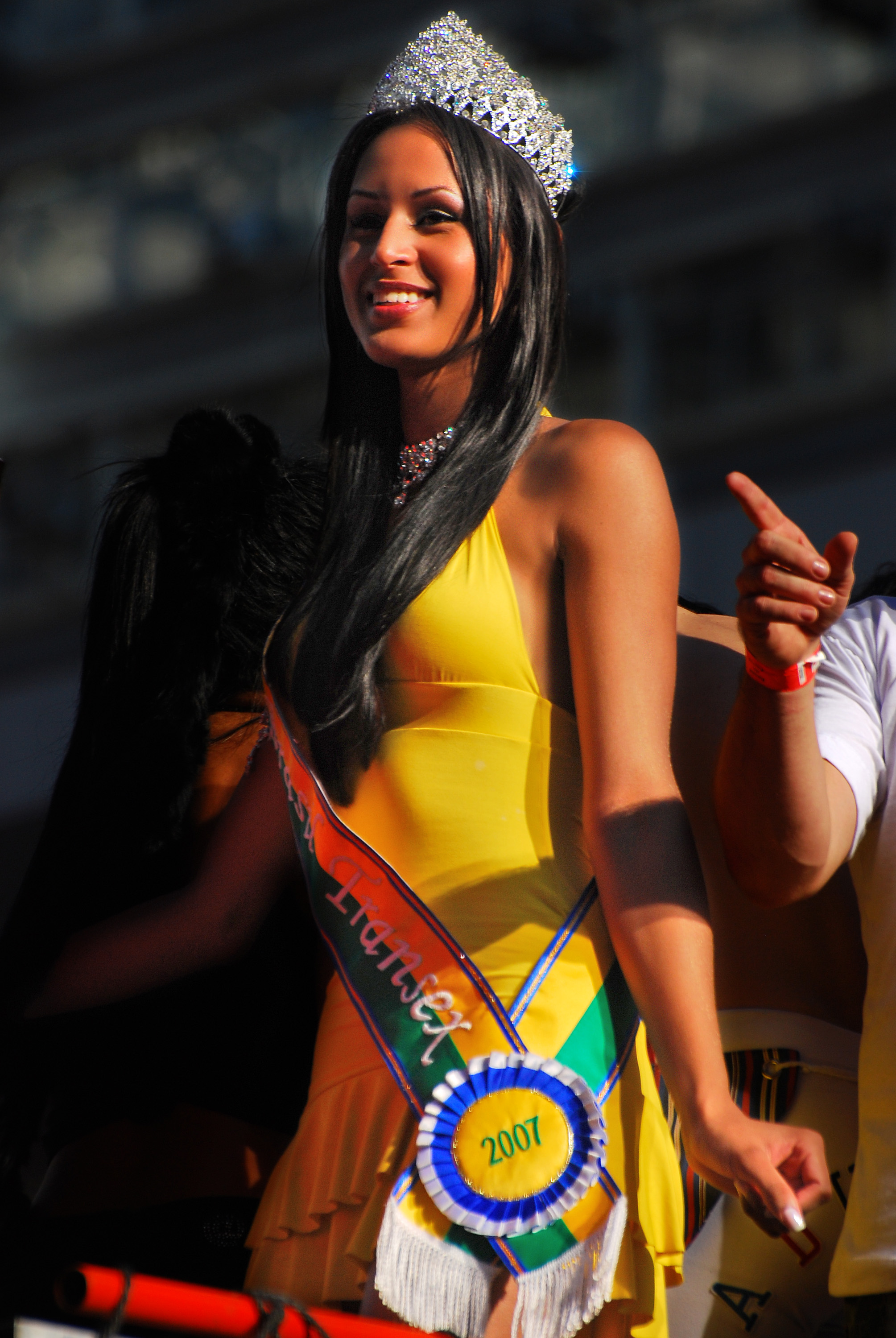
Una transessuale, "miss transex 2007", al Pride del 2008.

Mentre il termine transgender così come viene utilizzato negli Stati Uniti e in Europa giunge a comprendere tutti gli individui che hanno una variante di genere, compresi i transessuali, le drag queen e gli individui con intersessualità, in Brasile il fenomeno sociale del "transgênero" consiste in gran parte di individui a cui è stato assegnato un genere maschile al momento della nascita, ma che invece si auto-identificano come donne.
 Le persone transgender in Brasile si suddividono quindi in due categorie, quella dei travesti (genere) (più simili ai travestiti) e i transessuali veri e propri, anche se per molti i due termini sono intercambiabili: il motivo principale per cui i trans insistono nel distinguersi dai "travesti" è perché essi ritengono d'esser nati nel corpo sbagliato, un conflitto interno al proprio corpo che invece nei travesti non si verifica.
Nelle zone centrali del paese, le persone transgender provenienti da famiglie estremamente povere possono cominciare a prostituirsi fin dall'età di 12 anni, soprattutto se non vengono ad avere alcun sostegno parentale. Un programma operante a Rio si concentra sulla reintegrazione dei travestiti nella società, attraverso opportunità di formazione e occupazione.
Il sistema sanitario pubblico offre gratuitamente l'operazione per il cambiamento di sesso, secondo la clausola costituzionale che garantisce l'assistenza medica come diritto fondamentale: i pazienti devono avere almeno 21 anni ed esser stati diagnosticati come transessuali senza altri disturbi di personalità e devono essere sottoposti a valutazione psicologica per almeno due anni. Dal 2000 in poi sono stati eseguiti 250 interventi.

### Religioni e opposizioni
Il Brasile è uno Stato laico in cui vige una netta separazione con qualsiasi chiesa, non possiede inoltre alcuna religione ufficiale. La chiesa cattolica e molte tra le chiese protestanti insegnano che gli atti omosessuali sono immorali e intrinsecamente disordinati; gli evangelici invece si impegnano a fornire le testimonianze di ex-gay ed ex-lesbiche tornati infine alla normalità. Per contro parte della popolazione brasiliana aderisce invece al Candomblé, o altre religioni afro-brasiliane simili alla santerìa, dove l'omosessualità è comune sia tra gli aderenti sia tra i suoi sacerdoti.
Sebbene la maggior parte delle chiese conservative continui a rimanere silente sulla questione, il Brasile ha visto crescere il numero di chiese gay-friendly, come la Metropolitan Community Church. Al di là delle persone religiose, la disapprovazione morale dell'omosessualità è rara, in virtù della pressione sociale che condanna il pregiudizio e l'omofobia.
Una minoranza delle persone LGBT brasiliane fa parte di gruppi pagani alternativi, come la Wicca, dove l'omosessualità è accettata.
Nel giugno 2018, il sinodo generale della Chiesa anglicana episcopale del Brasile ha votato per permettere anche alle coppie omosessuali di sposarsi.

## Pride

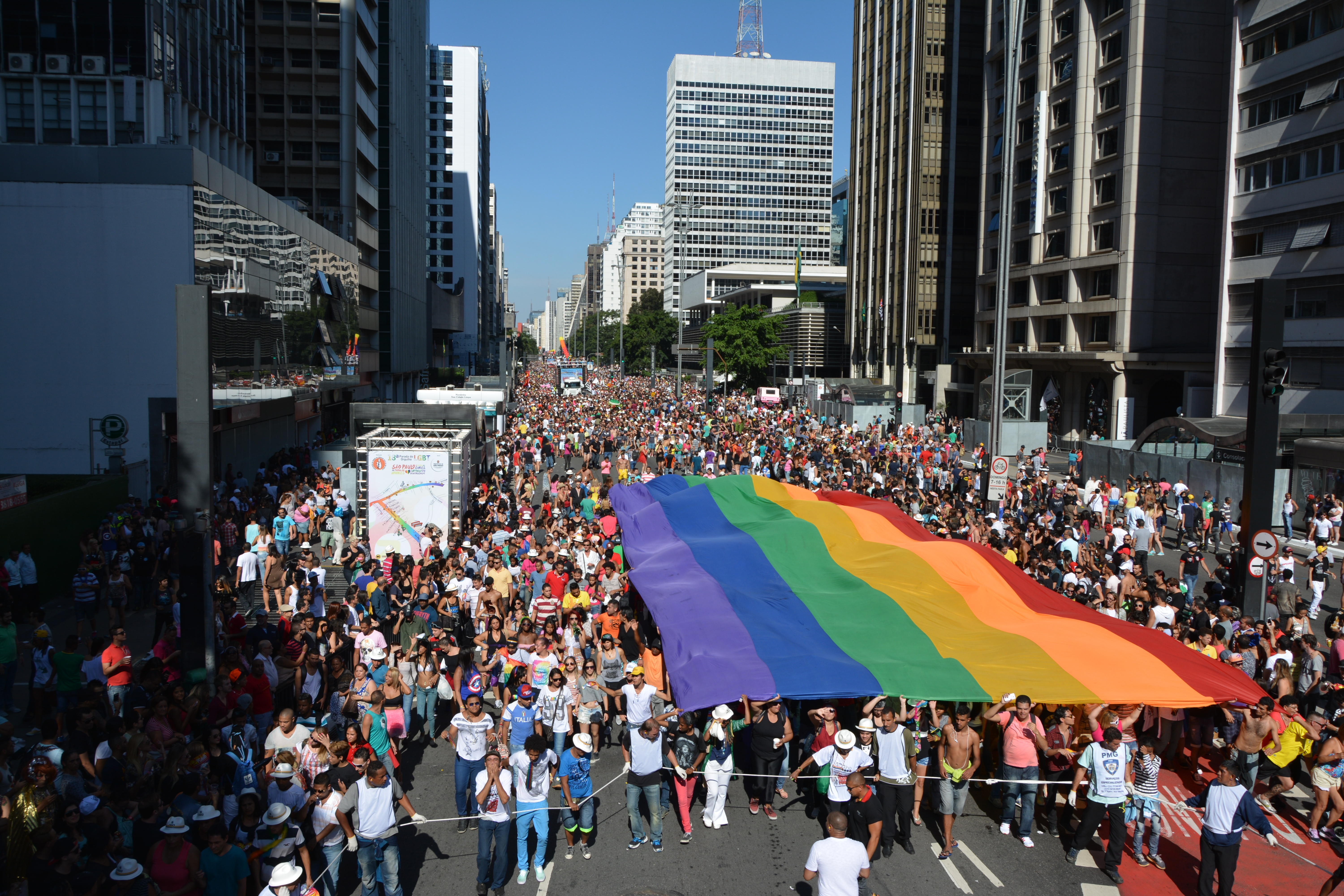
Un gay pride a San Paolo

Le manifestazioni relative alla celebrazione del Gay Pride rappresentano uno dei più grandi eventi mondiali del suo genere; la parata annuale che si svolge a San Paolo durante il mese di giugno è addirittura la più grande al mondo, oltre che uno dei principali eventi turistici della città e ha il supporto ufficiale dell'amministrazione.
 La "Parada do Orgulho GLBT de São Paulo" viene organizzata a partire dal 1999 col proposito di portare visibilità per le categorie socio-sessuali di omosessuali, bisessuali, travestiti e transessuali e promuovendo al contempo la creazione di politiche pubbliche a loro favorevoli. La strategia principale è quella di occupare spazi pubblici, in modo da rendere possibile un efficace scambio di esperienze, elevare l'autostima e sensibilizzare la società verso la tolleranza delle differenze.
 Anno dopo anno, la presa di coscienza e l'educazione al rispetto del multiculturalismo e della diversità ha portato a risultati positivi: durante il corteo gli omosessuali "si uniscono e contribuiscono a costruire ponti per garantire la pienezza dei propri diritti."
Il mese dell'LGBT Pride nasce dall'esperienza acquisita in altre attività, come cicli di dibattiti, l'LGBT Cultural Fair, il Citizenship Award in Respect of Diversity e il successo del Day Gay che si svolge il sabato precedente alla sfilata principale.
Il Cultural Fair è parte degli eventi correlati al Pride a partire dal 2001; APOGLBT, sempre da quell'anno, ha svolto iniziative politiche culturali che valorizzano la cittadinanza di gay, lesbiche, bisessuali, travestiti e transessuali.
Oltre alla parata di San Paolo, diverse altre città brasiliane organizzano le proprie sfilate LGBT, soprattutto nelle capitali come Rio de Janeiro (1,5 milioni di partecipanti), Salvador con 800 000 presenze, e via di seguito.

## Tabella riepilogativa
| Legalità degli atti omosessuali                                                                       | (dal 1830) |
| Equiparazione d'età nel consenso sessuale                                                             | (14 anni, con eccezioni) |
| Matrimonio tra coppie dello stesso sesso                                                              | (dal 2013, unioni civili dal 2004)                                                                                                |
| Adozione da parte di coppie dello stesso sesso                                                        | (dal 2010) |
| Leggi anti discriminatorie nel posto di lavoro                                                        | 1 |
| Leggi anti discriminatorie nella fornitura di beni e servizi                                          | 2 |
| Leggi anti discriminatorie in tutte le altre aree (incluso discriminazione indiretta, crimini d'odio) | 1 |
| Permesso di servire apertamente nelle forze armate                                                    | (dal 1969) |
| Acceso alla fecondazione in vitro per le lesbiche                                                     | (dal 2011) |
| Maternità surrogata per le coppie gay                                                                 | /*(vietata, anche per gli etero, quella commerciale. Permessa quella altruistica)                                                 |
| Diritto legale di cambiare genere                                                                     | (dal 2009) |
| Minori intersessuali protetti da procedure chirurgiche invasive                                       | No |
| Possibilità di scegliere il terzo genere                                                              | No |
| Terapie di conversione dei minori vietate                                                             | (dal 1999) |
| Possibilità di donare il sangue                                                                       | (per donare il sangue gli uomini omosessuali devono essere o in una relazione stabile o non aver avuto rapporti nell'ultimo anno) |